# Wielka Małżonka Królewska
| M23 | N41 · X1 | wr · t |

Wielka Małżonka Królewska (egip. ḥmt nswt wrt) – główna żona faraona starożytnego Egiptu. Choć większość Egipcjan żyła w związkach monogamicznych, faraon oprócz głównej małżonki miał także pomniejsze żony i konkubiny. Umożliwiało to zawieranie sojuszy poprzez dyplomatyczne małżeństwa. Wydaje się, że władcy z czasów Starego i Średniego Państwa zadowalali się jedną oficjalną małżonką oraz nierzucającym się w oczy haremem. Tytuł Wielkiej Małżonki Królewskiej spotykany jest dopiero za XIII dynastii. Najwyraźniej zaistniała wtedy konieczność odróżnienia królowej od żon o niższej randze. Gdy nastało Nowe Państwo, liczba królewskich małżonek nagle znacznie się zwiększyła. Prawdopodobnie miało to na celu zapewnienie jak największej ilości potomstwa. Faraon Ramzes II z XIX dynastii chwalił się, że spłodził siedemdziesięciu dziewięciu synów i pięćdziesiąt dziewięć córek z różnymi małżonkami. 
W XIX i na początku XX wieku popularna była tzw. „teoria dziedziczki tronu”, która wynikała z przekonania o matriarchalnym charakterze rodu królewskiego XVIII dynastii. Zgodnie z tą teorią prawo do tronu było przekazywane z pokolenia na pokolenie za pośrednictwem kobiet z rodziny królewskiej. Miało to w zręczny sposób wyjaśniać kazirodcze związki, które były niezwykle liczne w czasach XVIII dynastii. Jakkolwiek późniejsze badania wykazały, że teoria ta nie jest prawdziwa. 
Meretseger, główna żona faraona Senusereta III, była pierwszą królową, która nosiła tytuł Wielkiej Małżonki Królewskiej. Była również pierwszą królewską żoną, której imię zapisywano w kartuszu. Jednakże Meretseger pojawia się jedynie w źródłach z czasów Nowego Państwa, co sugeruje, że tytuł ten mógł być anachronizmem. Możliwe, że jako pierwsza nosiła go dopiero królowa Nubchas z Drugiego Okresu Przejściowego.

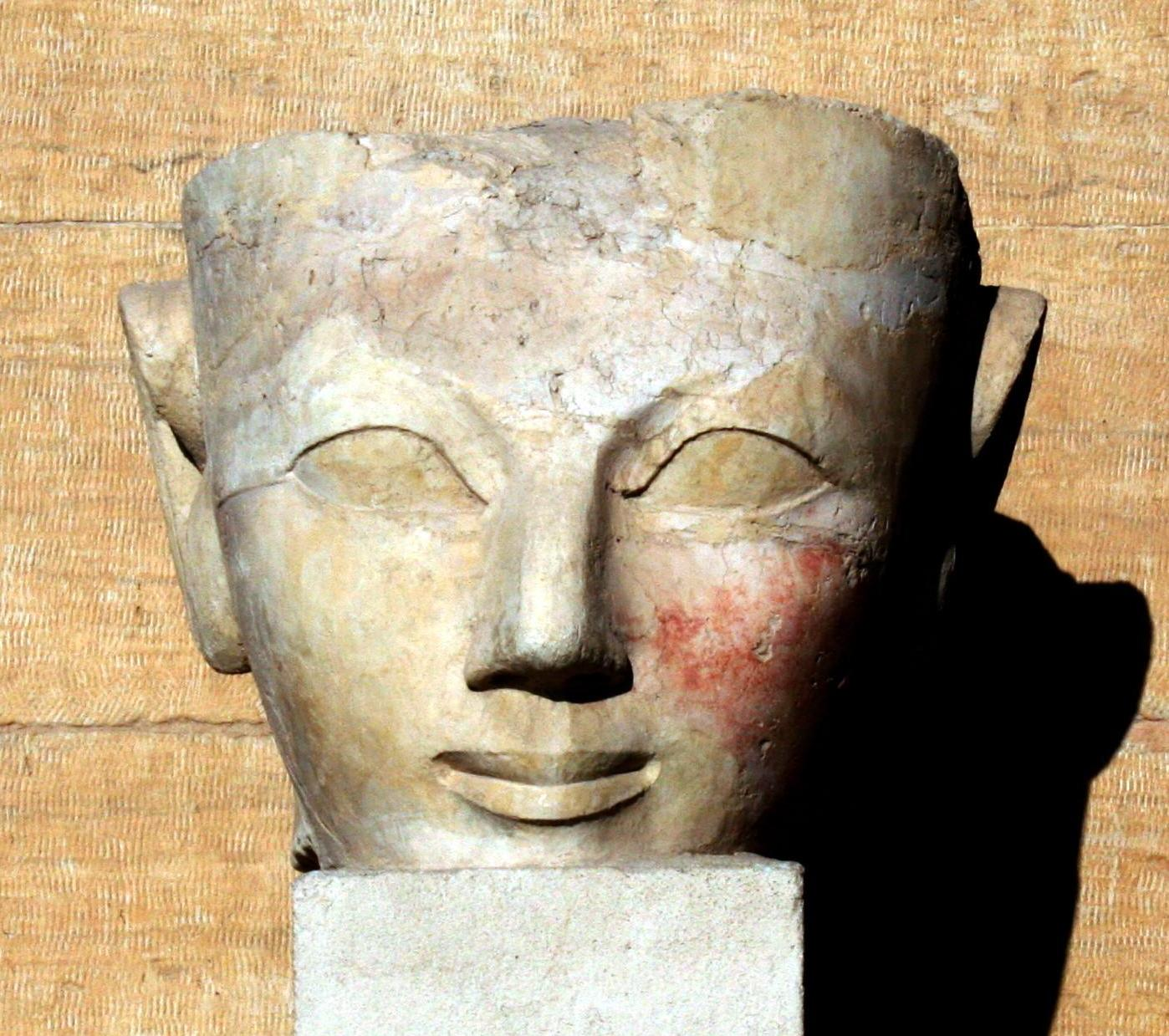
Hatszepsut - Wielka Małżonka Królewska Totmesa II, później faraon, Deir el-Bahari, Egipt

Szczególne miejsce w historii zajmuje Hatszepsut – Wielka Małżonka Królewska Totmesa II. Królowa otrzymała także tytuł Boskiej Małżonki Amona. Po śmierci męża objęła ona regencję w imieniu małoletniego Totmesa III, aż w końcu ogłosiła się władcą i przyjęła tytuł królewski. Na nową Boską Małżonkę Amona wybrała swoją córkę, Neferure, która mogła być Wielką Małżonką Królewską Totmesa III, jednak nie ma wystarczających dowodów na poparcie tej teorii.

## Wielkie Małżonki Królewskie

### Średnie Państwo
| Dynastia     | Imię       | Mąż           | Inne informacje                                                                              |
| ------------ | ---------- | ------------- | -------------------------------------------------------------------------------------------- |
| XII dynastia | Meretseger | Senuseret III | Prawdopodobnie pierwsza posiadaczka tego tytułu, choć nie jest to ostatecznie rozstrzygnięte |

### Drugi Okres Przejściowy
| Dynastia      | Imię       | Mąż                                  | Inne informacje                                                         |
| ------------- | ---------- | ------------------------------------ | ----------------------------------------------------------------------- |
| XIII dynastia | Nubhotepti | Hor I                                |                                                                         |
| XIII dynastia | Nubchas    | Sobekhotep V, Sobekhotep VI lub Jaib |                                                                         |
| XIII dynastia | Ini        | Aj I                                 |                                                                         |
| XIII dynastia | Nehit      | ?                                    | Znana jedynie z inskrypcji na dwóch pieczęciach                         |
| XIII dynastia | Satsobek   | ?                                    | Znana tylko z jednej inskrypcji na pieczęci                             |
| XIII dynastia | Sathathor  | ?                                    | Znana tylko z jednej inskrypcji na pieczęci, brzmienie imienia niepewne |
| XVI dynastia  | Mentuhotep | Dżehuti                              |                                                                         |
| XVI dynastia  | Satmut     | Mentuhotep VI (?)                    |                                                                         |
| XVII dynastia | Nubchas    | Sobekemsaf I                         |                                                                         |
| XVII dynastia | Sobekemsaf | Antef VI                             | Żona Antefa VI oraz siostra nieznanego króla. Pochowana w Edfu.         |
| XVII dynastia | Nubemhat   | Sobekemsaf II                        |                                                                         |
| XVII dynastia | Tetiszeri  | Senachtenre Tao I                    | Matka Sekenenre Tao II                                                  |
| XVII dynastia | Ahhotep I  | Sekenenre Tao II                     | Matka Ahmose i Ahmes-Nefertari                                          |

### Nowe Państwo
| Dynastia       | Imię                  | Mąż           | Inne informacje |
| -------------- | --------------------- | ------------- | --- |
| XVIII dynastia | Ahmes-Nefertari       | Ahmose        | Matka Amenhotepa I i Meritamon                                                                                                   |
| XVIII dynastia | Ahmes-Sitkames        | Ahmose (?)    | |
| XVIII dynastia | Ahmes-Henuttamehu     | Ahmose (?)    | Córka królowej Inhapi |
| XVIII dynastia | Meritamon             | Amenhotep I   | |
| XVIII dynastia | Ahmes                 | Totmes I      | Matka Hatszepsut |
| XVIII dynastia | Hatszepsut            | Totmes II     | Później faraon |
| XVIII dynastia | Iset                  | Totmes II     | Tytuł otrzymała od swojego syna Totmesa III                                                                                      |
| XVIII dynastia | Neferure (?)          | Totmes III    | Brak jednoznacznych dowodów na to małżeństwo                                                                                     |
| XVIII dynastia | Satiah                | Totmes III    | |
| XVIII dynastia | Hatszepsut II-Meritre | Totmes III    | Matka Amenhotepa II |
| XVIII dynastia | Tiaa                  | Amenhotep II  | Tytuł otrzymała od swojego syna Totmesa IV                                                                                       |
| XVIII dynastia | Nefertari             | Totmes IV     | |
| XVIII dynastia | Jaret                 | Totmes IV     | |
| XVIII dynastia | Tenettepihu           | Totmes IV (?) | Znana jedynie z inskrypcji na figurkach grobowych                                                                                |
| XVIII dynastia | Mutemuja              | Totmes IV     | Tytuł otrzymała od swojego syna Amenhotepa III                                                                                   |
| XVIII dynastia | Teje                  | Amenhotep III | Matka Echnatona |
| XVIII dynastia | Sitamon               | Amenhotep III | Najstarsza córka Amenhotepa III i Teje                                                                                           |
| XVIII dynastia | Iset                  | Amenhotep III | Córka Amenhotepa III i Teje |
| XVIII dynastia | Nebetnehat            | Nieznany      | Znana z inskrypcji na fragmentach kanop                                                                                          |
| XVIII dynastia | Nefertiti             | Echnaton      | Prawdopodobnie córka Aja |
| XVIII dynastia | Meritaton             | Smenchkare    | Córka Echnatona i Nefertiti |
| XVIII dynastia | Anchesenamon          | Tutanchamon   | Córka Echnatona i Nefertiti |
| XVIII dynastia | Ti                    | Aj            | |
| XVIII dynastia | Mutnedżmet            | Horemheb      | Prawdopodobnie córka Aja i Ti |
| XIX dynastia   | Sitre                 | Ramzes I      | Matka Setiego I |
| XIX dynastia   | Tuja                  | Seti I        | Matka Ramzesa II |
| XIX dynastia   | Nefertari             | Ramzes II     | |
| XIX dynastia   | Isetnofret            | Ramzes II     | Matka Merenptaha |
| XIX dynastia   | Bint-Anath            | Ramzes II     | Najstarsza córka Ramzesa II i Isetnofret                                                                                         |
| XIX dynastia   | Meritamon             | Ramzes II     | Córka Ramzesa II i Nefertari |
| XIX dynastia   | Nebettaui             | Ramzes II     | Córka Ramzesa II i Nefertari |
| XIX dynastia   | Henutmire             | Ramzes II     | Siostra lub córka Ramzesa II |
| XIX dynastia   | Maathorneferure       | Ramzes II     | Księżniczka hetycka |
| XIX dynastia   | Isetnofret II         | Merenptah     | Siostra lub bratanica Merenptaha                                                                                                 |
| XIX dynastia   | Tauseret              | Seti II       | Później faraon |
| XIX dynastia   | Tachat                | Seti II (?)   | Przedstawiona na uzurpowanym posągu jako żona Setiego II. Być może matka Amenmesa.                                               |
| XX dynastia    | Teje Mereniset        | Setnacht      | Matka Ramzesa III |
| XX dynastia    | Iset                  | Ramzes III    | Matka Ramzesa IV i Ramzesa VI |
| XX dynastia    | Tentipet              | Ramzes IV (?) | Prawdopodobnie żona Ramzesa IV i matka Ramzesa V. Pochowana w QV74.                                                              |
| XX dynastia    | Henutuati             | Ramzes V (?)  | Wspomniana w Papirusie Wilbour                                                                                                   |
| XX dynastia    | Nubchesbed            | Ramzes VI     | Matka księżniczki Iset, która otrzymała tytuł Boskiej Małżonki Amona.                                                            |
| XX dynastia    | Baketuernel           | Ramzes IX     | |
| XX dynastia    | Titi                  | Ramzes X (?)  | Pochowana w QV52 |
| XX dynastia    | Anuketemheb           | Nieznany      | Pierwotna właścicielka sarkofagu i urn kanopskich użytych później przez królową Tachat w KV10. Pochodząca z XIX lub XX dynastii. |

### Trzeci Okres Przejściowy
| Dynastia       | Imię              | Mąż         | Inne informacje                  |
| -------------- | ----------------- | ----------- | -------------------------------- |
| XXI dynastia   | Nodżmet           | Herhor      | Prawdopodobnie matka Pinodżema I |
| XXI dynastia   | Mutnedżmet        | Psusennes I |                                  |
| XXIII dynastia | Karomama Meritmut | Takelot II  | Matka Osorkona III               |
| XXV dynastia   | Kensa             | Pianchi     |                                  |
| XXV dynastia   | Peksater          | Pianchi     |                                  |
| XXV dynastia   | Takahatamani      | Taharka     |                                  |
| XXV dynastia   | Isetemachbit      | Tanutamon   |                                  |

### Okres Późny
| Dynastia      | Imię           | Mąż          | Inne informacje |
| ------------- | -------------- | ------------ | --------------- |
| XXVI dynastia | Mehitenusechet | Psametych I  | Matka Necho II  |
| XXVI dynastia | Tahut          | Psametych II | Matka Apriesa   |